# 大受久晃
大受 久晃（だいじゅ ひさてる、1950年3月19日 - ）は、北海道瀬棚郡瀬棚町（現：久遠郡せたな町）出身で高嶋部屋に所属した元大相撲力士。本名は堺谷 利秋（さかいや としあき）。現役時代の体格は身長177cm、 体重148kg。最高位は東大関。年寄・朝日山利秋として、朝日山部屋の経営にも携わった。

## 来歴

### 大相撲入門
小学校6年生の時の修学旅行で泊まった函館の駅前の江差屋旅館が高島部屋の勧誘を担当していたため、太った体を見込まれて入門を誘われた。中学に入ると間もなく高島親方（元大関・三根山）が北海道の実家まで訪ねたため、他の部屋からも1件勧誘があったがわざわざ家まで来てくれた高島親方のために高島部屋への入門を決意。北海道の7男3女の10きょうだいの六男であったため、入門は自然に決まった（悪く言えば口減らし）という。部屋に入門した13歳の当時身長が158cmしかなく、背がなかなか伸びずに当時設けられていた「身長170cm以上」という基準を満たせず2年近く苦労した。見習い当時正式な力士ではなかったため稽古に参加させてもらえず、部屋内の掃除が終わった午前4時になると部屋の近くの公園で身長を伸ばそうと鉄棒にぶら下がった。最終的にはシリコーンを頭に入れ新弟子検査を受けて合格し、1965年3月場所に初土俵を踏んだ。新弟子検査を受けた1964年年9月場所前を皮切りに、計3回シリコーンを少しずつ注入した。師匠からマンツーマンの厳しい指導を受け、体格に似合った押し相撲を体得。その後は順調に番付を上げていき、わずか4年半で1969年9月場所に十両に昇進した。
「大受」の四股名は、論語衛霊公の「君子は小知すべからず、大受すべし」（君子は小事にとらわれず、大事を任せられる）という一節からとられたもの。
なお、あれほど伸びなかった身長は新弟子検査合格から半年も経過しないうちに4、5cm伸び、この時ばかりは当の大受も複雑な思いであった。

### 入幕後
1970年3月場所に西十両筆頭で14勝1敗の好成績で十両優勝。翌5月場所に新入幕（東前頭6枚目）を果たすと徹底した押し相撲で9勝6敗と勝ち越し、早くも技能賞を受賞し幕内に定着した。1971年3月場所5日目、初日から4連敗だった新関脇の大受は初めて横綱大鵬を一気の押しで破り、この場所を8勝7敗と勝ち越し見事殊勲賞を受賞し、上位キラーとして三賞の常連になった。1971年3月場所、5月場所は貴ノ花も共に三賞を受賞したが、満年齢で言って最年少の幕内力士2人が揃って三賞を受賞した例としてはそれぞれ史上1例目と2例目である。
この年7月場所まで関脇を保守したがその場所で4勝11敗と大敗し一時平幕に甘んじていたが、1973年3月場所に関脇に復帰すると3大関に勝ち10勝5敗、2横綱2大関に勝ち11勝4敗と2場所連続で二桁勝利を挙げ、7月場所には1横綱2大関に勝ち13勝2敗の成績を挙げて史上初めて三賞を独占。7月場所後、大関に昇進した。

### 大関時代・短命5場所
新大関の1973年9月場所は腰痛の影響もあり8日目から途中休場。2場所目の翌11月場所でいきなり大関角番となったが9勝6敗と勝ち越し角番脱出。しかしそれ以降も首・右膝の故障にも悩まされ、1974年3月場所で9日目から再び途中休場。2度目の角番で迎えた同年5月場所で6勝9敗と負け越し、大関の地位で2場所連続負け越したため関脇への陥落が決まってしまう。
大関在位はたった5場所に終わり、最高位が大関の力士で年6場所制になってからは、当時歴代1位の短命記録だった（現在の短命大関1位は、御嶽海の4場所）。さらに24歳3ヶ月での陥落は、雅山と並んで最年少記録である。

### 関脇陥落後・十両の地位で引退
関脇に陥落した翌7月場所は、10勝以上の成績を挙げれば1場所で大関特例復帰を果たせたが、12日目に前頭5枚目長谷川戦で6敗目を喫し、ここで大関再昇進が絶たれる。その後千秋楽まで3連勝したが9勝6敗と惜しくも1勝足りなかった。なお関脇陥落場所で勝ち越しながら大関復活が絶たれた力士は、1969年7月場所に「大関で2場所連続負け越しにより関脇降下、但し転落場所で10勝以上すれば大関特例復帰」の規定に改められて以降、大受が初めてであった。
1974年7月場所から同年11月場所まで、関脇の地位で3場所連続で勝ち越した。戦後、大関陥落後に3場所連続で三役を維持したのは史上2人目。11月場所14日目の北の湖戦はNHK大相撲中継の視聴率が37.1%を記録しており、これは九州場所のものとしては2017年9月場所終了時点で6位タイである（ビデオリサーチ調べ）。だが、翌1975年1月場所は4勝11敗と大敗、4場所続いた関脇から平幕の地位に下がり、以降三役への返り咲きはならなかった。その後は満身創痍の土俵が続いていたが左膝も故障し、同年9月場所で新入幕を果たした前頭12枚目千代の富士に幕内初白星を献上するなどして幕内下位でも成績を残すことが出来なくなり、1977年5月場所には大関経験者で初めて十両に陥落した。当時大受は年寄名跡を取得しておらず、かつ「年寄名跡を持っていなくても、引退後3年間は四股名のまま年寄として残れる」という現在の大関の特権もなかったため、やむなく出場することとなったが、初日から3連敗を喫し、4日目から途中休場に追い込まれ、場所後に現役を引退し偶々空き名跡になっていた年寄･楯山を襲名した。
取り口は広い肩幅を生かし徹底した押し相撲で、「まわしを取ったら三段目の実力しかない」と言われるほどだったが、当時相撲解説者の玉の海梅吉が「土の匂いのする力士」と評するほど押し一徹を貫き通した。押し相撲のみで大関になった力士の出現は大受以降となると後に貴景勝が現れるまで45年余りを要した。
なお、1973年11月場所の12日目、横綱琴櫻との一番で、お互いが頭を鉢合わせするような形でぶちかましたところ、琴櫻は脳震盪を起こして倒れてしまった（決まり手は突き落とし）。取組後、琴櫻は「あんな石頭は初めてだ」とコメントしている。頭に入れたシリコーンが凶器となった可能性があるが、当時はそのことがあまり知られていなかったらしく、特に問題とはされなかった。

### 引退後・年寄時代
引退後は現役末期から不仲だった師匠の下を離れ、楯山の株を譲られた清國の伊勢ヶ濱部屋で後進の指導に当たっていたが、1997年5月場所中に同じ一門の朝日山親方（元小結・若二瀬）が急逝。師匠代理の後に年寄・朝日山を襲名し朝日山部屋を急遽継承した（楯山の株は2008年に玉春日に売却するまで引き続き所有）。暫く関取が不在で低迷していた時期もあったが、先代からの弟子である大真鶴が幕内まで昇進した。子飼いの関取としては鬼嵐を育てた。一方で自身は現役時代に愚直な押し相撲の力士であったことから四つ相撲の技術の指導力は皆無に等しく、子飼いの関取である鬼嵐には技術的な事は何も言わなかったという。
年寄としては1980年から審判委員に就任し、2009年1月場所まで務めた。その後、2011年4月から再び審判委員となった。元大関でありながら、師匠と同様に出世欲があまりないためか、長らく役員や役員待遇の経験がなく、役員ではない親方が組織する年寄会の会長を務めていたが、2012年1月場所後の役員改選で役員待遇に抜擢され、審判部副部長に就任。2014年3月場所後の改選でも、停年（2015年3月場所限り）まで1年しか残っていないながら引き続き審判部副部長を務めた（2015年1月場所まで）。
2015年1月場所後に、自身が停年間際となったことと後継者が不在であることを理由に同場所限りで朝日山部屋を閉鎖し、桐山親方（元小結・黒瀬川）や三段目以下の力士ら計8人が伊勢ヶ濱部屋へ転籍となった。
2015年3月場所千秋楽をもって日本相撲協会の停年となったが、前年秋に導入された年寄再雇用制度は辞退する意向を示し、そのまま退職した。朝日山の名跡については、退職前の2014年8月には既に元関脇の琴錦（当時は借株で中村を襲名していた）へ譲渡する話になっており、その後実際に元琴錦が襲名して二所ノ関一門で朝日山部屋が再興されると、元琴錦に対して自身と同じ伊勢ヶ濱一門への移籍を勧めて、2017年1月13日付で新・朝日山部屋は伊勢ヶ濱一門の所属になった。

## エピソード
- 大受の現役時代の技術では一旦入れたシリコーンは除去不能であったため、全体的に頭の形状自体が変形し頭頂部が突き出ていた[注釈 4]。引退後は長く務めていた勝負審判時に、特に隠しもしなかったため、頭頂部が尖った楯山の姿は平成20年代始め頃までは毎場所幕内取組時に土俵下で見ることができた。その後頭痛に悩まされるようになったため、2009年春に除去手術を受けた。杉山邦博によると、頭の中でシリコーンがグチャグチャになっていたらしく全てを綺麗に取り除くことはできなかったようだという（同年5月に出演したTBSラジオの番組にて発言）。見習時代になかなか新弟子検査を通過できないことを指して「ただ飯食い」と馬鹿にされて泣いたこともあった大受としてはシリコンによって尖った頭は誇りであるようであり、後年「あの瞬間が人生で一番うれしかった。新十両のときより、史上初の三賞を独占した時より何よりもうれしかった」と本人が明かしたこともある[4]。
- 九重部屋に足しげく出稽古に通っていて、「カラスの鳴かない日はあっても、大受が北の富士のところへ来ない日はない」と言われるほどであり、北の富士は「シリコンが入っていると、ぼくら稽古しても痛かったですよ。とんがってるから、刺さってくるんだ。あれがドーンと来るんだから、たまったもんじゃないですよ」と述べている[12]。
- 非常に脇が固かったため脇毛がすり減ることが無く[注釈 5]、付いた異名は「脇毛の大関」[1]。
- 現役時代の交友関係としては教師などの真面目な職業に就いている常識人が常に集まり、当時角界で当たり前であった黒い交際とは無縁であった。そのようなことから周囲の力士からは「つまらない」と堅物扱いされることもあった。

- 停年(定年)を迎える年寄は、退職直前の場所中にNHK大相撲中継の幕内解説に出演することが慣例となっているが、大受は最終場所となる2015年3月場所中の解説出演を辞退した。翌5月場所七日目に先場所限りで停年を迎え退職したことを紹介し「映像が語る大相撲」の企画中で大受の特集が組まれ、三賞独占した1973年7月場所の取組みと、親方時代の過去のインタビュー映像が放送された。

## 主な成績
- 通算成績：462勝388敗31休 勝率.544
- 幕内成績：308勝296敗26休 勝率.510
- 大関成績：30勝32敗13休 勝率.484
- 現役在位：74場所
- 幕内在位：42場所
- 大関在位：5場所（年6場所制定着以降では歴代ワースト2位）
- 三役在位：10場所 （関脇9場所、小結1場所）
- 三賞：11回
  - 殊勲賞：4回 (1971年3月場所,1973年3月場所,1973年5月場所,1973年7月場所)
  - 敢闘賞：1回 (1973年7月場所)
  - 技能賞：6回 (1970年5月場所,1971年1月場所,1971年5月場所,1973年1月場所,1973年5月場所,1973年7月場所)
- 金星：なし
- 各段優勝
  - 十両優勝：1回 (1970年3月場所)

| | 一月場所 初場所（東京） | 三月場所 春場所（大阪） | 五月場所 夏場所（東京） | 七月場所 名古屋場所（愛知） | 九月場所 秋場所（東京） | 十一月場所 九州場所（福岡） |
| --- | ----------------------- | ----------------------- | ----------------------- | --------------------------- | ----------------------- | --------------------------- |
| 1965年 （昭和40年） | x                       | （前相撲）              | 西序ノ口20枚目 5–2      | 西序二段93枚目 2–5          | 東序二段108枚目 4–3     | 東序二段64枚目 6–1          |
| 1966年 （昭和41年） | 西序二段5枚目 4–3       | 西三段目90枚目 2–5      | 西序二段15枚目 5–2      | 東三段目66枚目 3–4          | 西三段目79枚目 4–3      | 西三段目44枚目 6–1          |
| 1967年 （昭和42年） | 西三段目6枚目 5–2       | 西幕下80枚目 4–3        | 西三段目17枚目 6–1      | 西幕下42枚目 5–2            | 西幕下26枚目 2–5        | 東幕下37枚目 6–1            |
| 1968年 （昭和43年） | 東幕下17枚目 6–1        | 西幕下9枚目 4–3         | 東幕下6枚目 3–4         | 東幕下9枚目 3–4             | 西幕下14枚目 3–4        | 東幕下20枚目 4–3            |
| 1969年 （昭和44年） | 東幕下16枚目 4–3        | 東幕下13枚目 5–2        | 東幕下6枚目 5–2         | 東幕下2枚目 6–1             | 西十両10枚目 10–5       | 東十両4枚目 6–9             |
| 1970年 （昭和45年） | 東十両9枚目 12–3        | 西十両筆頭 優勝 14–1    | 東前頭6枚目 9–6 技      | 西前頭筆頭 6–9              | 東前頭3枚目 7–8         | 西前頭3枚目 5–6–4           |
| 1971年 （昭和46年） | 西前頭5枚目 11–4 技     | 西関脇 8–7 殊           | 東関脇 8–7 技           | 西関脇 4–11                 | 西前頭2枚目 6–9         | 西前頭4枚目 8–7             |
| 1972年 （昭和47年） | 西前頭筆頭 7–8          | 東前頭3枚目 7–8         | 西前頭4枚目 8–7         | 東前頭3枚目 6–9             | 東前頭4枚目 7–8         | 東前頭6枚目 9–6             |
| 1973年 （昭和48年） | 東前頭筆頭 10–5 技      | 東小結 10–5 殊          | 東関脇 11–4 殊技        | 東関脇 13–2 殊技敢          | 東大関 2–6–7            | 西張出大関 9–6              |
| 1974年 （昭和49年） | 西大関 9–6              | 東張出大関 4–5–6        | 西張出大関 6–9          | 東張出関脇 9–6              | 西関脇 8–7              | 東関脇 9–6                  |
| 1975年 （昭和50年） | 東張出関脇 4–11         | 東前頭4枚目 8–7         | 東前頭2枚目 7–8         | 西前頭3枚目 4–2–9           | 西前頭8枚目 5–10        | 東前頭13枚目 9–6            |
| 1976年 （昭和51年） | 西前頭7枚目 11–4        | 東前頭2枚目 7–8         | 東前頭3枚目 6–9         | 西前頭6枚目 6–9             | 東前頭9枚目 6–9         | 東前頭11枚目 9–6            |
| 1977年 （昭和52年） | 西前頭5枚目 6–9         | 東前頭9枚目 4–11        | 西十両筆頭 引退 0–4–5   | x                           | x                       | x                           |
| 各欄の数字は、「勝ち-負け-休場」を示す。 優勝 引退 休場 十両 幕下 三賞：敢=敢闘賞、殊=殊勲賞、技=技能賞 その他：★=金星 番付階級：幕内 - 十両 - 幕下 - 三段目 - 序二段 - 序ノ口 幕内序列：横綱 - 大関 - 関脇 - 小結 - 前頭（「#数字」は各位内の序列） |                         |                         |                         |                             |                         |                             |

### 幕内対戦成績
| 青葉城     | 0    | 5    | 青葉山 | 2  | 0 | 朝登     | 2    | 0     | 旭國     | 8  | 8     |  |  |  |
| 荒勢       | 5    | 5    | 大潮   | 2  | 4 | 大錦     | 2    | 2     | 大ノ海   | 1  | 1     |  |  |  |
| 大鷲       | 4    | 0    | 魁輝   | 2  | 4 | 魁傑     | 12   | 9     | 和錦     | 1  | 0     |  |  |  |
| 和晃       | 2    | 0    | 北瀬海 | 5  | 4 | 北の湖   | 3    | 20(1) | 北の富士 | 3  | 13(1) |  |  |  |
| 清國       | 6(1) | 8(1) | 麒麟児 | 1  | 4 | 蔵間     | 1    | 0     | 黒姫山   | 12 | 11    |  |  |  |
| 高鉄山     | 3    | 1    | 琴風   | 0  | 1 | 琴ヶ嶽   | 1    | 2     | 琴櫻     | 5  | 11    |  |  |  |
| 琴乃富士   | 1    | 1    | 金剛   | 10 | 3 | 安達     | 2    | 0     | 白田山   | 1  | 0     |  |  |  |
| 大旺       | 2    | 0    | 大峩   | 10 | 1 | 大麒麟   | 9    | 13(1) | 大豪     | 1  | 1     |  |  |  |
| 大雪       | 1    | 0    | 大登   | 1  | 0 | 大鵬     | 1    | 3     | 大雄     | 2  | 1     |  |  |  |
| 大竜川     | 3    | 2    | 隆ノ里 | 0  | 1 | 貴ノ花   | 8(1) | 15    | 高見山   | 9  | 18    |  |  |  |
| 玉輝山     | 6    | 2    | 玉の海 | 0  | 6 | 玉ノ富士 | 0    | 2     | 千代櫻   | 0  | 3     |  |  |  |
| 千代の富士 | 0    | 1    | 天龍   | 2  | 0 | 時葉山   | 5    | 0     | 栃東     | 9  | 3     |  |  |  |
| 栃勇       | 1    | 1    | 金城   | 4  | 4 | 栃富士   | 1    | 0     | 羽黒岩   | 11 | 3     |  |  |  |
| 長谷川     | 15   | 10   | 播竜山 | 3  | 2 | 福の花   | 11   | 4     | 富士櫻   | 6  | 7     |  |  |  |
| 藤ノ川     | 2    | 0    | 二子岳 | 6  | 1 | 双津竜   | 3    | 1     | 前の山   | 8  | 6     |  |  |  |
| 増位山     | 11   | 6    | 舛田山 | 2  | 1 | 三重ノ海 | 9    | 12    | 陸奥嵐   | 3  | 3     |  |  |  |
| 豊山       | 9    | 4    | 吉王山 | 2  | 1 | 義ノ花   | 3    | 0     | 琉王     | 3  | 2     |  |  |  |
| 龍虎       | 3    | 4    | 若獅子 | 4  | 4 | 若浪     | 5    | 1     | 若ノ海   | 3  | 4     |  |  |  |
| 若三杉     | 3    | 3    | 若二瀬 | 4  | 1 | 輪島     | 2    | 19    | 鷲羽山   | 4  | 3     |  |  |  |

## 改名歴
- 堺谷 利秋（さかいや としあき）1965年3月場所-1967年1月場所
- 大受 久典（だいじゅ ひさのり）1967年3月場所-1969年5月場所
- 大受 久晃（- ひさてる）1969年7月場所-1977年5月場所

## 年寄変遷
- 楯山 利秋（たてやま）1977年5月17日-1997年5月29日
- 朝日山 利秋（あさひやま）1997年5月29日-2015年3月18日